# Nevesta ljuboj tsenoj
Nevesta ljuboj tsenoj (russisk: Невеста любой ценой) er en russisk spillefilm fra 2009 af Dmitrij Gratjov.

## Medvirkende
- Pavel Volja - Stas
- Maksim Kostromykin - Kostik
- Ljubov Tolkalina - Mironova
- Olga Sjelest - Mila
- Aleksandr Samojlenko - Tresjjev